# Jemima (Bibel)
Jemima ist im Buch Ijob im Alten Testament die älteste Tochter Ijobs.

## Etymologie
Der hebräische Personenname יְמִימָה jəmîmāh ist ein Einwortname mit der Bedeutung „Taube“. Es handelt sich, wie auch bei den Namen von Jemimas Schwestern, um einen typisch orientalischen Namen, der gemäß altorientalischer Vorstellung das Wesen oder die Eigenschaft des Trägers herbeiwünscht. Im Falle der Töchter Ijobs wird die Schönheit der Namensträger hervorgezogen.
Die Septuaginta gibt den Namen als Ἡμέρα hēméra wieder, die Vulgata als Dies. Dies deutet darauf hin, dass der Name früher mit יוֹם jōm „Tag“ in Verbindung gebracht wurde.

## Biblische Erzählung
Bereits zu Beginn des Ijobbuches hatte Ijob sieben Söhne und drei Töchter (Hi 1,2 ). Im Zuge der Versuchung Ijobs durch den Satan sterben diese, als das Haus seines erstgeborenen Sohnes, in welchem sie gerade zusammensitzen und essen, über ihnen zusammenbricht (Hi 1,18–19 ). Am Ende des Buches wendet Gott Ijobs Geschick und stellt seinen Reichtum in doppelter Menge wieder her. Ijob bekommt auch wieder sieben Söhne und drei Töchter. Letztere werden namentlich genannt: Jemima, Kezia und Keren-Happuch. Sie werden als die schönsten Frauen des Landes bezeichnet. Sie und ihre Brüder erben Ijobs Besitz (Hi 42,15 ). Dies steht im Gegensatz zur alttestamentlichen Gesetzgebung, nach der Töchter nur dann als Erben anerkannt werden, wenn keine Söhne da sind.